# Ковнер, Аркадий Григорьевич
Арка́дий Григо́рьевич Ко́внер (имя при рождении — Авраа́м У́рия Ко́внер; 1842, Вильна, Российская империя — 1909, Ломжа, Российская империя) — русский писатель, критик и публицист, в раннем творчества обращавшийся к судьбам еврейства и иудаизма, а после принятия христианства, писавший в жанре литературной критики; псевдонимы: А. К.; А—ер; Григорьев, Аркад.; К—ев, Александр; К—р, А.; Корнев, А.; Корнев, А. Г.. Брат историка медицины Савелия Ковнера.

## Биография
Родился в 1842 году в бедной еврейской семье в городе Вильна, еврейского вероисповедания.
Получил начальное религиозное воспитание в иешивах — сначала в Виленском раввинском училище, затем в еврейской семинарии города Мир Минской губернии. Пробыв около года в мирской иешиве, покинул её и жил в соседнем местечке Столбцы. Затем обучался в иешивах разных провинциальных городов, пока не отправился в Киев, чтобы получить общее образование. Здесь Ковнер увлекся изучением русской литературы — особое впечатление произвели на него статьи Писарева. Впоследствии Ковнера называли «еврейским Писаревым». В Киеве он жил с 1860 по 1865 годы, после чего уехал в Одессу, где находился в 1866—1870 годах.
К концу 1860-х годов отошел от еврейской литературы, в 1871 году переехал в Петербург, где стал сотрудником газеты «Голос» А. Краевского. Вёл здесь еженедельное обозрение «Литературные и общественные курьёзы». Был вынужден уйти из газеты из-за недовольства властей его литературно-критической деятельностью и стал работать в одном из петербургских банков. В 1876 году по подложному переводу пытался присвоить в одном из московских банков 168 тысяч рублей. Безуспешно пытался бежать за границу, был задержан и помещен в Бутырскую тюрьму в Москве. Из тюрьмы завязалась его широко известная переписка с Ф. М. Достоевским, посвященная вопросам антисемитизма.
Ковнер был приговорён к четырём годам арестантских рот и был сослан в Сибирь — жил в Томске и Омске. Там принял христианство. После отбытия срока заключения жил в городке Ломжа, работая чиновником на государственной службе, где и умер в 1909 году, будучи уже христианского вероисповедания. В восемнадцать лет, без своего согласия, был женат на дочери мелкого торговца маслами.
В РГАЛИ хранятся письма Аркадия Ковнера.